# Alegria (álbum de André Valadão)
Alegria é o terceiro álbum ao vivo de André Valadão. Gravado no dia 14 de abril de 2006 durante o VII Congresso Internacional de Louvor e Adoração Diante do Trono, no ginásio do Mineirinho, em Belo Horizonte, traz uma sonoridade puramente pop rock.

## Faixas
| Críticas profissionais | Críticas profissionais |
| Avaliações da crítica  | Avaliações da crítica  |
| Fonte                  | Avaliação              |
| ---------------------- | ---------------------- |
| O Propagador           | [ 2 ]                  |
| Super Gospel           | (favorável)            |

### CD
1. Em Qualquer Lugar
2. Espontâneo (Em Qualquer Lugar)
3. País da Adoração
4. Obrigado Jesus
5. Não Posso Pagar
6. Espontâneo (Não Posso Pagar)
7. Dívida de Amor
8. Amado Meu
9. Te Quero Mais
10. Alegria
11. Meu Milagre Chegou
12. Tudo Mudou
13. Eu Quero Ser

### DVD
1. Abertura
2. Em Qualquer Lugar
3. Espontâneo (Em Qualquer Lugar)
4. País da Adoração
5. Obrigado Jesus
6. Não Posso Pagar
7. Esponâneo (Não Posso Pagar)
8. Dívida de Amor
9. Amado Meu
10. Te Quero Mais
11. Esponâneo (Te Quero Mais)
12. Alegria
13. Esponâneo (Alegria)
14. Meu Milagre Chegou
15. Tudo Mudou
16. Eu Quero Ser
17. País da Adoração (Reprise)